# Уго Висконти
Уго Висконти (на италиански: Ugo Visconti; втора половина на XI век – 1121) е италиански кардинал.

## Биография
Папа Паскалий II го ръкополага за кардинал по време на Консисторията от 1112 г. 
Кардинал Висконти построява църква в Пиза, посветена на апостол Филип. Участва в избора на папа Геласий II през 1118 г. Той е губернатор на Беневенто и легат на крал Роже II  Сицилиански . Той ратифицира избора на папа Каликст II в Клюни и придружава новия папа в Пулия.
|  | Тази страница частично или изцяло представлява превод на страницата Ugo Visconti в Уикипедия на италиански. Оригиналният текст, както и този превод, са защитени от Лиценза „Криейтив Комънс – Признание – Споделяне на споделеното“, а за съдържание, създадено преди юни 2009 година – от Лиценза за свободна документация на ГНУ. Прегледайте историята на редакциите на оригиналната страница, както и на преводната страница, за да видите списъка на съавторите. ВАЖНО: Този шаблон се отнася единствено до авторските права върху съдържанието на статията. Добавянето му не отменя изискването да се посочват конкретни източници на твърденията, които да бъдат благонадеждни. |